# Тевтони

Маршрут руху кімврів та тевтонів. Місця основних битв

Тевто́ни, тевто́нці (лат. Teutoni, Teutones) — древньогерманські племена, що жили на західному узбережжі Ютландії і в пониззі річки Ельба.
У кінці II ст. до н. е. рушили з Ютландського півострова на південь і вторглися в Галлію, з'єднавшись з кімврами, потім разом з ними та іншими племенами попрямували до Північної Італії. Це вторгнення стало «першою хвилею» навали варварів на Стародавній Рим.
У 102 до н. е., незважаючи на чисельну перевагу, були повністю розбиті 30-тисячною армією римського полководця Гая Марія при Аквах Секстієвих (Aquae Sextiae, давньоримське селище північніше Массілії (нині річка Екс в департаменті Прованс поблизу Марселя, Франція). Після цього згадка про тевтонців як плем'я зникає.
Слово «тевтонці» вживається іноді для позначення германців взагалі.